# Vejle Fjord
Vejle Fjord – fiord Morza Bałtyckiego, należący do Danii, położony u południowo-wschodnich wybrzeży Jutlandii. Ma około 30 km długości i od 2 do 5 km szerokości. Na odcinku pomiędzy miejscowościami Juelsminde i Hvidbjerg osiąga głębokość od 10 do 15 metrów, natomiast bliżej Vejle staje się węższy i płytszy, z pogłębionym torem wodnym na ostatnich 5 km.
Fiord jest na niemal całej swojej długości otoczony stromymi, porośniętymi lasem zboczami. Dolina kontynuuje swój wyraźny przebieg jeszcze około 20 km na zachód od Vejle i została ukształtowana przez działalność lodowca podczas ostatniej epoki lodowcowej.
Fiord przecina trasa europejska E45 za pośrednictwem mostu Vejlefjordbroen, otwartego w 1980 roku. Most składa się z 14 przęseł o łącznej długości 1710 metrów i posiada prześwit dla statków wynoszący 40 m.
W 2010 roku na mieliźnie w fiordzie osiadł finwal, który okazał się najstarszym naukowo opisanym wielorybem na świecie. Jego wiek ustalono na podstawie analizy aminokwasów w oczach na od 130 do 140 lat.
Raport opublikowany w 2022 roku przez Uniwersytet Południowej Danii wykazał, że fiord znajduje się w „złym stanie środowiskowym” z powodu wysokiego poziomu azotu spływającego z nawozów stosowanych na polach uprawnych. 6 kwietnia 2024 roku Greenpeace wraz z innymi ekologicznymi organizacjami zorganizował na otwartym powietrzu „pogrzeb” fiordu, w którym wzięło udział około 1000 osób. Wydarzenie miało na celu zwrócenie uwagi na zły stan ekologiczny fiordu.